# Boscos de muntanya de l'Amèrica Central
Els boscos de muntanya de l'Amèrica Central són un bioma que formen una ecoregió de boscos tropicals i subtropicals humits, tal com es defineix pel Fons Mundial per la Natura, i es troba a l'Amèrica Central i es troba en situació vulnerable. Els boscos de muntanya de l'Amèrica Central consisteixen en clapes de bosc situades en altituds que van des 1800-4000 m, en els cims i vessants de les muntanyes més altes de l'Amèrica Central, al sud de Mèxic, Guatemala, El Salvador, Hondures i al nord de Nicaragua. L'ecoregió té una superfície de 13.200 km². L'ecoregió té un clima temperat, amb nivells relativament alts de precipitacions.